# 凱基證券
凱基證券是台灣的證券公司，簡稱KGI，是凱基金融控股的子公司。旗下有凱基期貨、凱基創業投資、凱基投顧、凱基保險經紀人、凱基證券集團（香港）、泰國凱基證券等子公司。

## 歷史
凱基證券的前身包含中信證券、台証證券、菁英證券以及大華證券等，為一家經歷多次併購而茁壯的證券公司。
凱基證券成立於1988年，資本額新台幣10億元，最初名為「中信綜合證券」（簡稱中信證券），主要股東包括中信辜家、嘉新水泥及華夏塑膠。1991年成為台灣第一批取得公債交易執照之證券商，並曾在台灣店頭市場上櫃（股號：6008）。2002年至2003年之間，中信證券接連併購仁信證券、大亞證券、豐源證券、台育綜合證券等四家證券公司，擴張版圖。
1997年，中信綜合證券開始透過海外投資公司進入香港市場，但為了避免與中國中信證券名稱重複，首先開始在香港使用「凱基證券」的名稱，之後在泰國、韓國子公司也皆使用凱基的名稱；2003年，同屬泛和信集團的「中信銀綜合證券」更名為「中國信託綜合證券」，為避免兩家公司名稱過於接近，中信綜合證券開始在國內使用原先在海外為主的「凱基證券」名稱；又於2008年，中信綜合證券為進入中國市場做準備，正式更名為「凱基證券」。
2009年12月19日，凱基證券以新台幣294億元買下原屬台新金控旗下的台証證券的經紀業務、通路資產，成為台灣經紀市占率第二大的證券公司。
2012年，中華開發金融控股公司（簡稱開發金）以新台幣546億元、約溢價三成三的幅度公開收購凱基證券，至5月底已完成收購超過80%的股份；2013年1月完成換股後，凱基證券成為開發金100%持股的子公司，由於開發金控旗下另有大華證券，兩家公司於2013年6月22日合併，由凱基證券為存續公司，完成合併後股票與債券承銷金額的市占率將為全台第一，經紀業務與權證交易量市占率為全台第二。
2014年4月29日，凱基證券新加坡子公司「KGI Capital Singapore」收購新加坡「王第一利順私人有限公司」100%股權，並已獲新加坡監管當局批准，交易總額折合約3億港元。2015年12月，凱基證券併購印尼券商PT Hasta Dana Sekuritas Indonesia（HDSI）。

## 外部連結
- 凱基證券（页面存档备份，存于）
- 凱基證券樂活投資人 - LINE 官方帳號 （页面存档备份，存于）
- 凱基證券樂活投資人的Facebook專頁
- YouTube上的凱基證券樂活投資人頻道